# Гундоровский (хутор)
Гу́ндоровский — хутор в Орловском районе Ростовской области.
Административный центр Донского сельского поселения.

## Население
| 2010 |
| ---- |
| 565  |

## Улицы
| - ул. Весенняя, - ул. Вишнёвая, - ул. Дружбы, - ул. Железнодорожная, | - пер. Западный, - пер. Майский, - ул. Раздольная, - пер. Садовый, | - ул. Северная, - пер. Транспортный, - ул. Центральная, - пер. Школьный. |